# Cervonîi Lan, Malîn
Cervonîi Lan (în ucraineană Червоний Лан) este un sat în comuna Holovkî din raionul Malîn, regiunea Jîtomîr, Ucraina.

## Demografie
Componența lingvistică a localității Cervonîi Lan
     Ucraineană (100%)
Conform recensământului din 2001, toată populația localității Cervonîi Lan era vorbitoare de ucraineană (100%).